# Martin Berliner
Martin Berliner (* 12. Januar 1896 in Wien; † 26. Januar 1966 in Berlin) war ein österreichischer Schauspieler.

## Leben und Wirken
Berliner erhielt seine künstlerische Ausbildung an Wiens Staatsakademie für Musik und darstellende Kunst. 1920 trat er sein erstes Engagement an Berlins Volksbühne an. Anschließend spielte Berliner am Würzburger Stadttheater sowie in Regensburg und München, wo er an den Kammerspielen wirkte. Im tschechischen Mährisch Ostrau, wo er am Deutschen Theater auftrat, führte er auch Regie. Seit Beginn der 30er Jahre spielte Martin Berliner vor allem an Bühnen seiner Heimatstadt Wien (Die Komödie, Deutsches Volkstheater). Zeitgleich debütierte Berliner 1931 in Otto Preminger Die große Liebe vor der Kamera.
Nach dem Anschluss Österreichs durch Hitler-Deutschland musste der Jude Berliner Wien augenblicklich verlassen. Über Frankreich reiste er zum Jahreswechsel 1938/39 in die USA aus. Seit Ende 1941 in Los Angeles ansässig, trat Berliner in den kommenden zehn Jahren mit kleinen Nebenrollen in einer Reihe von Filmen auf, darunter auch die Anti-Nazi-Produktionen Hostages, The Strange Death of Adolf Hitler und Fred Zinnemanns Anna-Seghers-Verfilmung Das siebte Kreuz. 1944 wurde Berliner amerikanischer Staatsbürger. Nach dem Krieg sah man ihn auch in Broadway-Inszenierungen (z. B. 1947 in The Big Two).

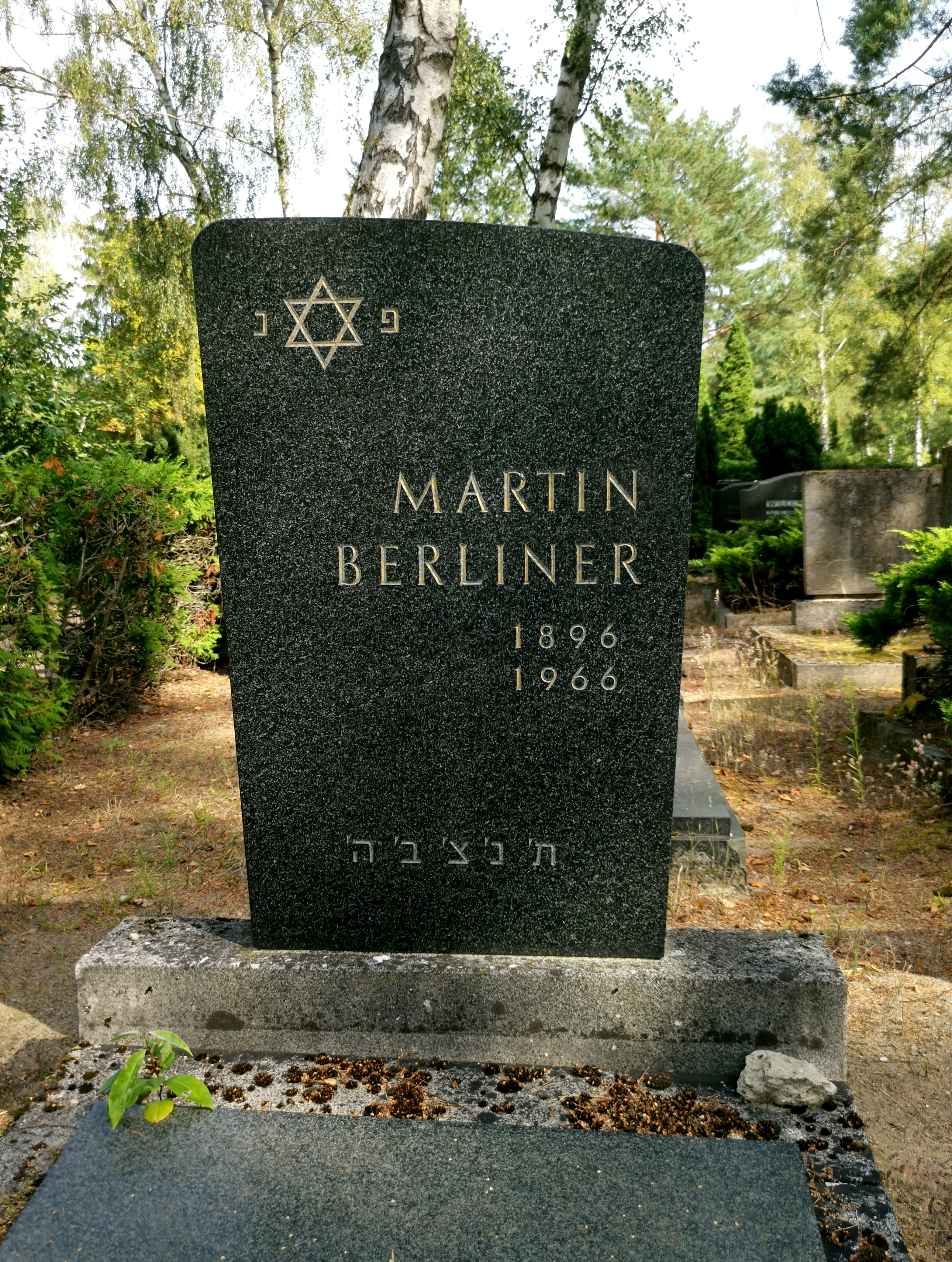
Grab auf dem Jüdischen Friedhof Heerstraße in Berlin-Westend (Feld D I)

1951 kehrte Berliner nach Deutschland und nachfolgend auch nach Österreich zurück und trat dort im Film wie auf der Bühne auf. Man sah ihn unter anderem zum Jahreswechsel 1953/54 in der Rolle Oshira in einer Inszenierung von John Patricks Das kleine Teehaus am Theater in der Josefstadt und 1955 als Justizrat in einer Aufführung von Ludwig Thomas Komödie Moral an Berlins Hebbel-Theater. Weitere Wirkungsstätten Berliners im Westen der Stadt waren das Renaissance-Theater, die Komödie und das Theater am Kurfürstendamm. Eine seiner bekanntesten Spätrollen wurde der alte Landarbeiter in John Steinbecks Von Mäusen und Menschen.
In den 50er und 60er Jahren trat Martin Berliner auch in einer Reihe von deutschen und österreichischen Kino- bzw. Fernsehfilmen auf. Vor allem seine TV-Produktionen stechen heraus; so überzeugten seine Leistungen in Leihhauslegende, Nachtasyl (eine Paul Verhoeven-Inszenierung der gleichnamigen Maxim Gorki-Vorlage), Venus im Licht (unter der Regie von Peter Beauvais) und Zweierlei Maß (nach William Shakespeare, erneut unter Verhoevens Regie). Berliners letzte wichtige Tätigkeit vor der Kamera wurde 1966 seine Interpretation eines Zeugen in Die Ermittlung, Erwin Piscators dokumentarisch-szenischer Nachstellung der Auschwitzprozesse nach einer Vorlage von Peter Weiss.
Seine Ruhestätte befindet sich auf dem Jüdischen Friedhof Scholzplatz in Berlin.

## Filmografie
Kinofilme, wenn nicht anders angegeben
- 1931: Die große Liebe
- 1942: Reunion in France
- 1943: Hostages
- 1943: The Strange Death of Adolf Hitler
- 1944: Voice in the Wind
- 1944: Das siebte Kreuz
- 1947: My Girl Tisa
- 1948: Robin Hoods große Liebe
- 1951: Beichte eines Arztes (The First Legion)
- 1951: The Last Half Hour: The Mayerling Story
- 1953: Tingeltangel (Praterherzen)
- 1953: Ich und meine Frau
- 1954: Wenn du noch eine Mutter hast (Das Licht der Liebe)
- 1956: Hengst Maestoso Austria
- 1957: Einmal eine große Dame sein
- 1957: … und führe uns nicht in Versuchung
- 1958: Das verbotene Paradies
- 1958: Madeleine Tel. 136211
- 1958: Leihhauslegende (TV)
- 1958: Die Reise (als Synchronsprecher)
- 1959: Abschied von den Wolken
- 1959: Nachtasyl (TV)
- 1959: Ben Hur (als Synchronsprecher)
- 1960: Venus im Licht (TV)
- 1960: Die Botschafterin
- 1960: Die rote Hand
- 1960: Der letzte Zeuge
- 1960: Verrat auf Befehl
- 1961: Morgen – vielleicht (TV)
- 1963: Die Dreigroschenoper
- 1963: Die höhere Schule (TV)
- 1964: Zweierlei Maß (TV)
- 1965: Mutter Courage und ihre Kinder – Eine Chronik aus dem Dreißigjährigen Krieg (TV)
- 1965: Die Räuber (TV)
- 1965: Fragen Sie Frau Sibylle! (TV)
- 1966: Die Ermittlung (TV)
- 1966: Unser Pauker (Fernsehserie, Folge: Jugendstreiche)